# 關山越嶺古道

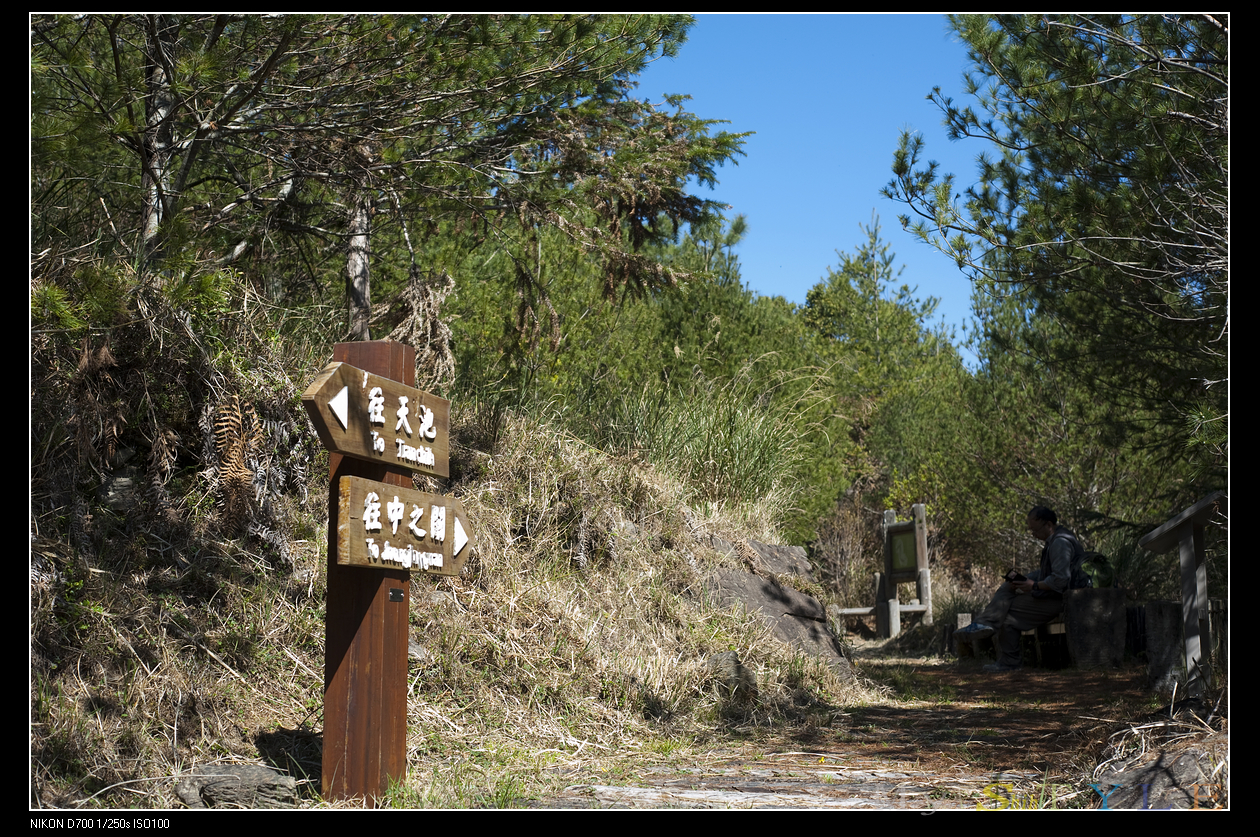
關山越嶺古道

關山越嶺古道，臺灣一條位在南部的古道。在日治時期，則稱為關山越嶺道，其前身是由理蕃道路修建而來，因此稱為關山越警備道、關山越嶺警備道。全線西起於高雄市六龜區，橫跨中央山脈，東抵臺東縣關山鎮，全長約171.06公里，也是全臺灣最長的古道。二次大戰結束後，臺灣省政府以該古道作為原型路廊而興建了臺20線南橫公路，故其大部分原始路廊皆已消失，所以在目前保留下來的路廊最有名的是「中之關古道」，位在中之關至天池之間的路段。

## 歷史
嘉慶年間，居住在現今臺東與高雄交界處之中央山脈山區的原住民，當地的布農族由巒社群與郡社群自郡大溪向南跨過中央山脈後，來到現今在海端鄉的新武地區，這條遷徙路線即為關山越嶺古道最早的雛型。 
清廷在甲午戰爭戰敗後，臺灣割讓給日本後，自此臺灣便進入日治時期。1914年，時任臺灣總督的佐久間左馬太執行「五年計畫理蕃事業」，為防止山區滋事叛亂，因此繳收原住民所持有的獵槍，導致當地原住民極度不滿，後續爆發逢阪事件、大關山事件，及其他等多次反抗事件，爾後部分原住民便逃入山中，日本人為此決定興建一條警備道路，用以監視山區的布農族。 
1926年，關山越嶺道開始興建，在1931年時全線完工，並且每5至6公里處便設有一處警察官吏駐在所，也設有多處砲台用以震懾原住民，其中當今然保存的砲台是臺東縣海端鄉的霧鹿砲台。 
戰後，國民政府接收臺灣後，規劃興建南部橫貫公路，於1968年7月動工，歷時4年4個月，1972年10月完工通車；其中，部分路廊依照原有的關山越嶺古道而興建，部分則為新闢道路，因此目前仍有約65公里八大段的古道路基尚存在，在天池至中之關路段由玉山國家公園改為健行步道，稱之中之關古道。

## 路線
荖濃（高雄市六龜）－寶來－梅蘭－梅山口－中之關－天池－檜谷－埡口－向陽－栗園－摩天－利稻－霧鹿－新武－初來－里壟（臺東縣關山）

## 沿線景點

### 霧鹿砲台
霧鹿砲台興建在臺灣日治時期昭和年間，與關山越嶺古道為同時期興建的，架設有一尊大砲，該大砲來自1903年日俄戰爭時由日本軍繳獲，後續1927年輾轉運送至臺灣並架設在霧鹿部落的制高點以希望能夠震懾當地布農族原住民，周遭還設有薩苦（大崙）及馬典古魯（摩天）等兩座砲台。
第二次世界大戰結束後，日本無條件投降，霧鹿砲台的大炮並未被運回日本，而是存放在現今霧鹿國小後方的公園，這裡曾是日本人囚禁罪犯的地方，在入口刻有於昭和年間的「南無阿彌陀佛」石碑，據傳是為了安息布農族戰士之魂。
目前存放在霧鹿國小後方公園的大砲共有兩座，其中一座便是霧鹿砲台的大砲，原本因當地布農族人加上當時臺灣省政府的反日情緒而拆掉了該砲台並移往臺東，後續又移回霧鹿。另一座為原馬典古魯（摩天）砲台的大砲，馬典古魯（摩天）砲台的砲座則已改為公路總局的養護所。

### 中之關古道

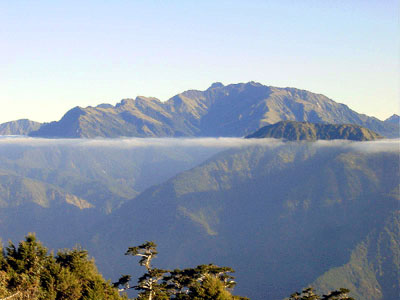
中之關古道制高處（鄰近庫哈諾辛山）往北遠眺玉山，其右下的近山為玉穗山

中之關古道為關山越嶺古道至今尚存在的路廊之一，由玉山國家公園1988年7月到1989年5月，分12梯次勘查，後續耗時3年重建，於1997年完工開放，全長約3.5公里，占全關山越嶺古道的百分之二。古道中之關端之起點位在南橫公路130.5公里處至天池，終點處留有日治時期的駐在所殘跡、木炭窯與石造路基。
在古道海拔2,120公尺的中之關，此地可俯瞰布農族抗日領袖拉荷阿雷所在的玉穗社，因此當時日本人在此建有中之關駐在所，並除了派有全線最高階警官「警部補」外再加上派駐砲隊，為當時關山越嶺古道上極重要的軍事據點。

## 資料來源
1. 1 2 3 4   《台灣古道特輯》，國民旅遊出版社，出版日期：1999/12/1 ISBN 9578554664
2. 1 2 3 4   《台灣的古道》，遠足文化，出版日期：民國91年5月 ISBN 9868015421
3. 1 2 3  .   [2015-05-31]. （原始内容存档于2015-05-18）.
4. 1 2  .   [2015-05-31]. （原始内容存档于2015-01-20）.
5. ↑  .   [2015-05-31]. （原始内容存档于2019-12-07）.

## 外部連結
- 中華民國行政院農業委員會林務局-山林悠遊網 自然步道 - 關山嶺山步道 （页面存档备份，存于）